# Charles Bouchet de Grandmay
Charles Armand Bouchet de Grandmay est un homme politique français né le 5 novembre 1793 à Aiffres (Deux-Sèvres) et mort le 27 septembre 1872 à Aiffres.

## Biographie
Dans l'armée de 1812 à 1830, il sert dans les gardes du corps du roi. Il se retire dans ses propriétés à la Révolution de 1830. Il est député des Deux-Sèvres de 1849 à 1851, siégeant à droite. Il est conseiller général du Canton de Mazières-en-Gâtine en 1852.

## Sources
- « Charles Bouchet de Grandmay », dans Adolphe Robert et Gaston Cougny, Dictionnaire des parlementaires français, Edgar Bourloton, 1889-1891 [détail de l’édition]